# Jakobskirche (Mitwitz)

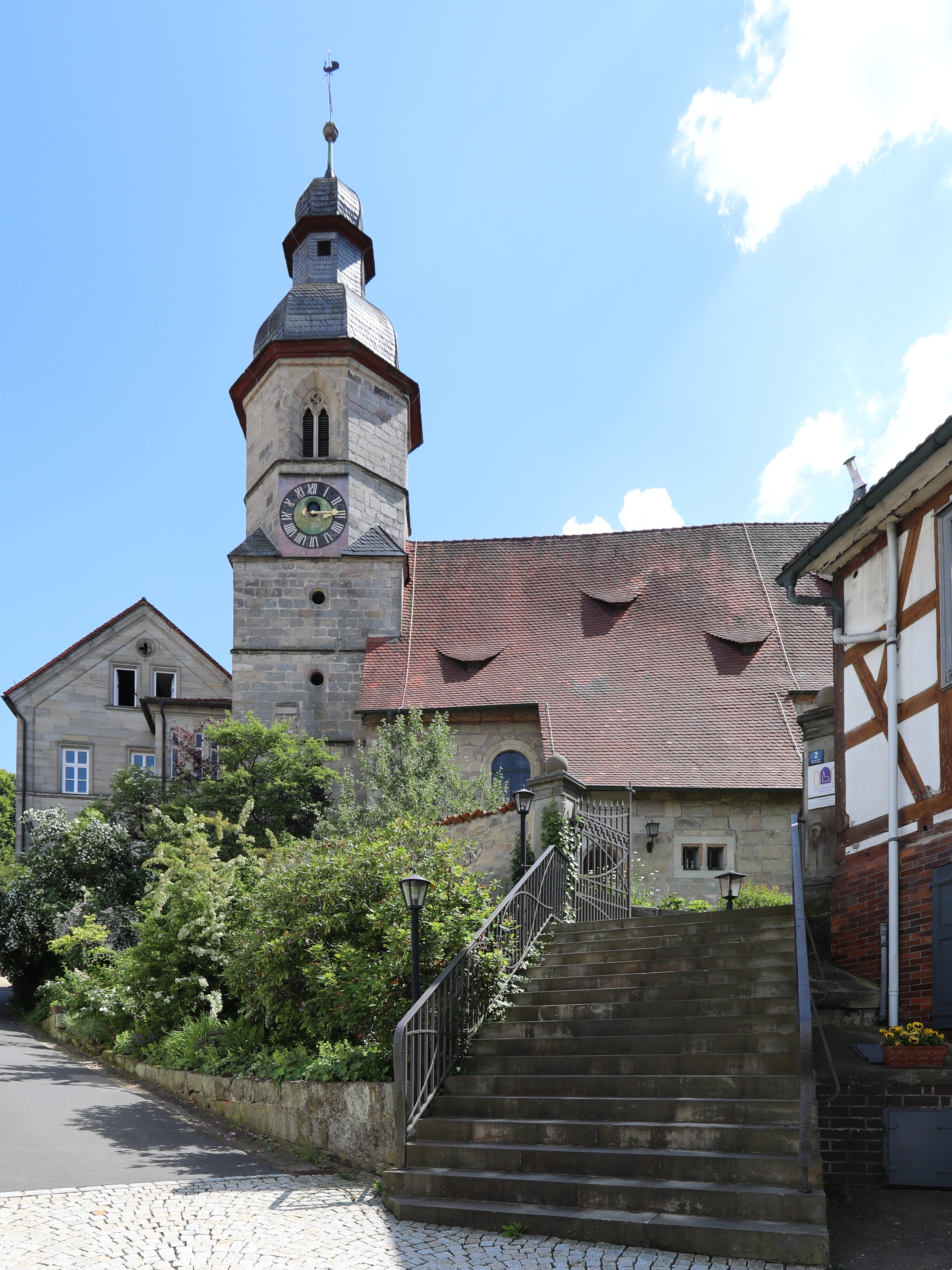
Jakobskirche Mitwitz

Die evangelisch-lutherische Jakobskirche in Mitwitz, einer Gemeinde des oberfränkischen Landkreises Kronach, wurde erstmals 1425 als Kapelle erwähnt. Die Kirchengemeinde gehört zum Dekanatsbezirk Michelau des Kirchenkreises Bayreuth der Evangelisch-Lutherischen Kirche in Bayern.

## Baugeschichte
Die Ersterwähnung als Kapelle war im Jahr 1425. Die Nordwand des Langhauses ist romanisch, das Gemälde an der Nordwand des Chorraums entstand um 1450. Mitwitz wurde 1425 von den Herren von Rosenau erworben und wurde unter diesen um 1565 evangelisch. Zum ersten Mal predigte 1567 mit Johann Michael Vischer ein evangelischer Pfarrer.
Das Langhaus entstand im Rahmen einer Erweiterung in den Jahren 1572 bis 1574 und der Ostturm von 1600 bis 1602. Der Innenraum wurde insbesondere um 1730 verändert und unter anderem in den Jahren 1912, 1959 und 1999 renoviert.

## Baubeschreibung
Die Jakobskirche befindet sich an erhöhter Stelle in Mitwitz. Teilweise ist noch eine alte Wehrmauer vorhanden. Das Gotteshaus ist ein nachgotischer Saalbau mit Rechteckchor. Das Langhaus wird von einer Flachdecke überspannt und hat ein Satteldach. Es ist von einer zweigeschossigen, hölzernen Empore geprägt. Der Herrschaftsstand befindet sich im Chorraum hinter dem Altar. Der Kirchturm hat einen achteckigen Aufsatz.

## Ausstattung

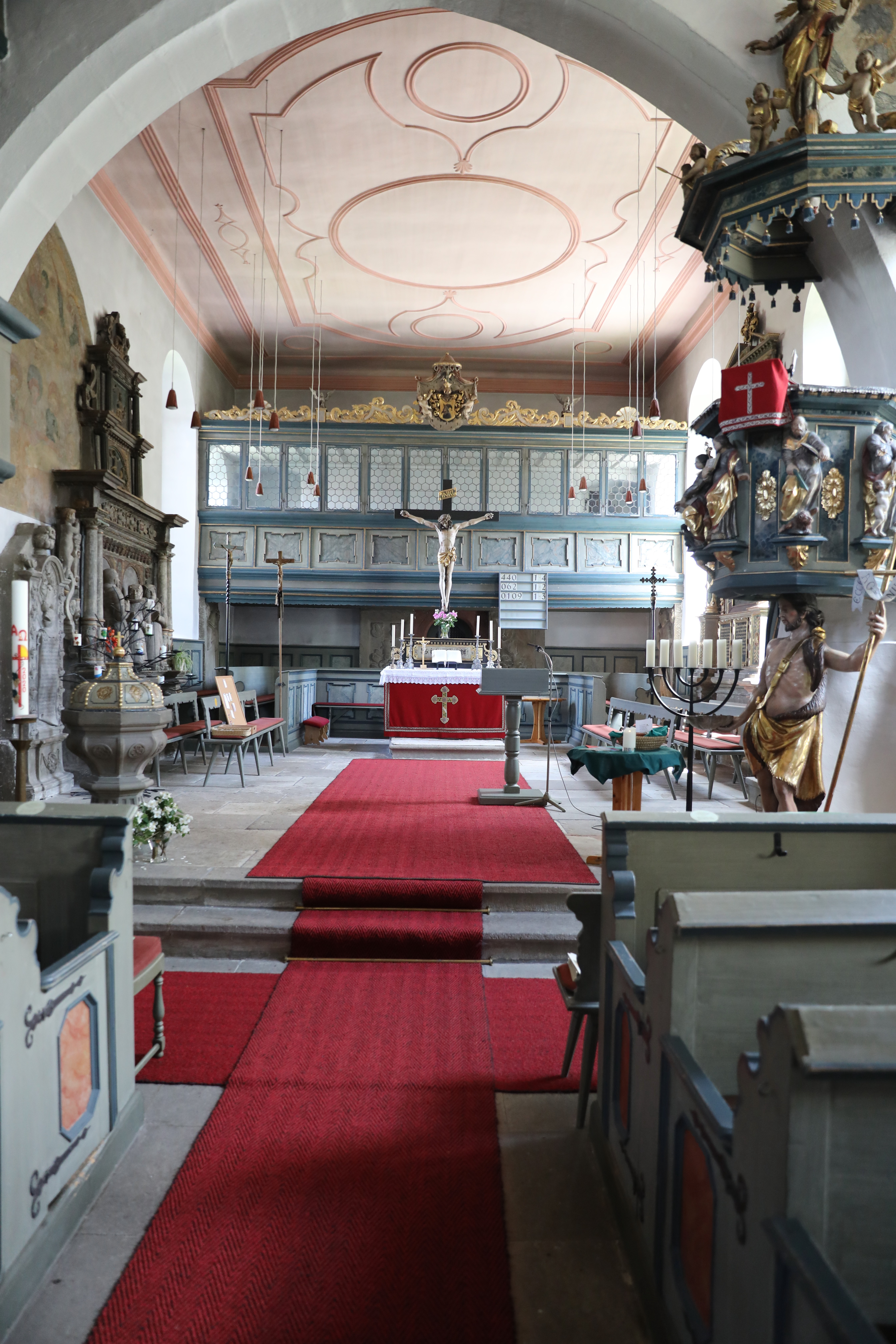
Chorraum

Die Malereien aus dem 15. Jahrhundert im Chorraum wurden 1912 entdeckt und zeigen den Tod Mariens, umgeben von den Aposteln.
Die Herren von Rosenau und Würtzburg haben sich in der ehemaligen Patronatskirche in einer Gruft im Altarraum vor dem Altar bestatten lassen. 15 Sandsteinplatten über der Gruft, vor allem der Freiherren von Würtzburg, wurden später vor die Wände gestellt. Es befinden sich insgesamt mehr als 20 Grabmäler, Epitaphe, darunter zwei Holzepitaphe von 1611 und 1621, und Denkmäler in der Kirche.
Die hölzerne Kanzel stammt aus dem Jahr 1731 von Georg Kaufmann. Sie wird von Johannes dem Täufer getragen. Er hält in der rechten Hand die Taufschale und in der linken einen Kreuzstab. Darüber befinden sich vor der Kanzelbrüstung Paulus mit dem Buch, Matthäus mit dem geflügelten Menschen, Markus mit dem Löwen, Lukas mit dem Stier, Johannes mit dem Adler und Simon Petrus mit dem Schlüssel. Auf dem Schalldeckel steht Jesus Christus.